# Viola karlreicheana
Viola karlreicheana är en violväxtart som beskrevs av Sanso, M.Seo och Xifreda. Viola karlreicheana ingår i släktet violer, och familjen violväxter. Inga underarter finns listade i Catalogue of Life.